# Anthracini
Tribu
Les Anthracini sont une tribu de la famille des Bombyliidae, de la sous-famille des Anthracinae.

## Classification
La tribu Anthracini est décrite par Pierre André Latreille 1804.

## Genres
Selon BioLib en 2023, le nombre de genres est de  neuf genres dans la tribu des Anthracini :
- Anthrax Scopoli, 1763
- Brachyanax Evenhuis 1981
- Dicranoclista Bezzi, 1924
- Satyramoeba Sack (en), 1909
- Spogostylum Macquart, 1840
- Thraxan Yeates & Lambkin, 1998
- Turkmeniella Paramonov (en), 1934
- Walkeromyia Paramonov (en), 1934
- Xenox Evenhuis, 1985

## Galerie

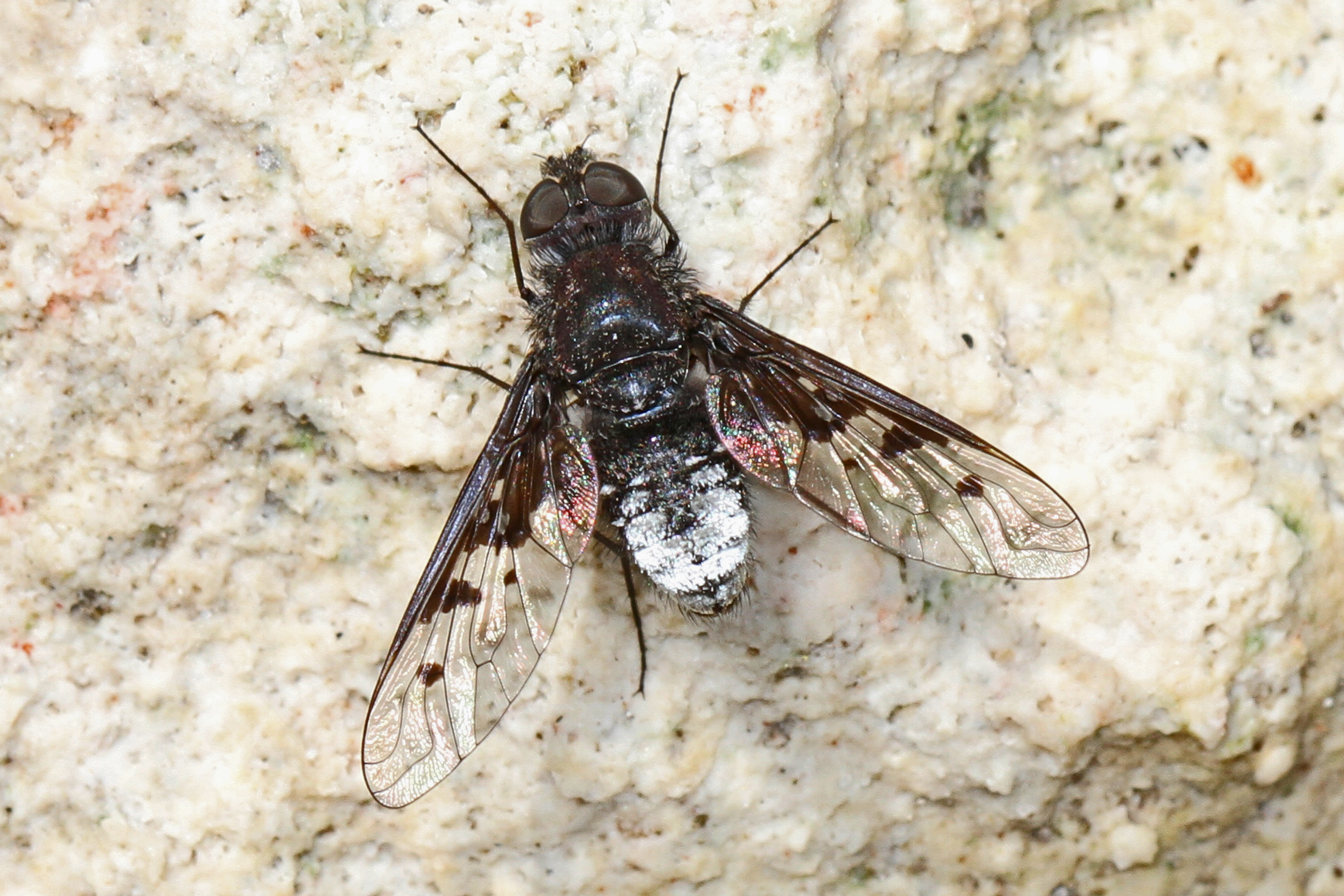
Anthrax albofasciatus.
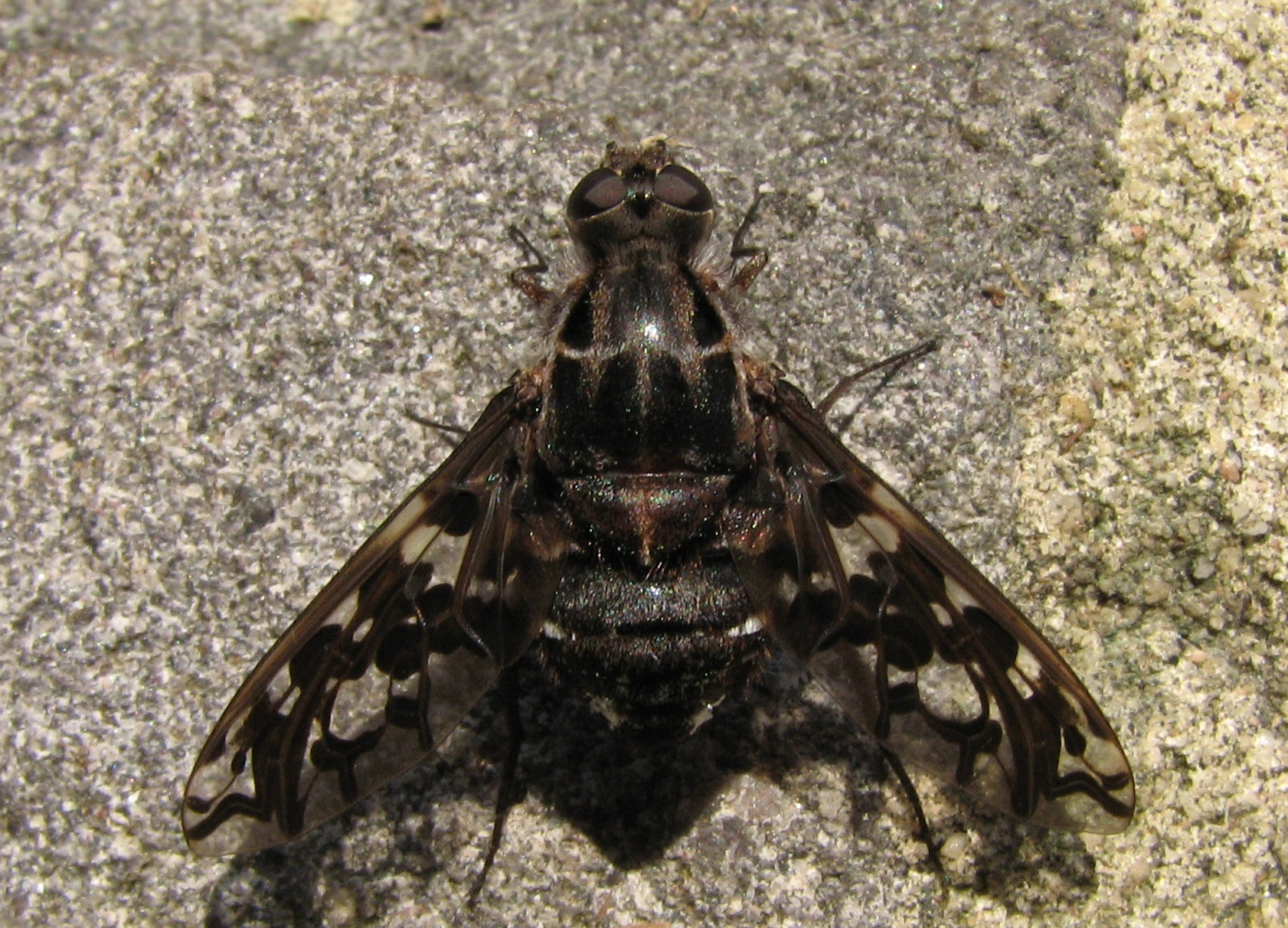
Xenox tigrinus.